# マフムード・アブドゥッラフマーン
マフムード・アブドゥッラフマーン（アラビア語: محمود عبد الرحمن、1984年11月22日 - ）は、バーレーンのサッカー選手。元バーレーン代表。ポジションはMF。リンゴ（Ringo）の愛称でも知られている。

## 経歴
ムハッラク出身で主にアル・ムハッラク・クラブで活躍した。2004年に加入し、2009年に退団したものの、2010年に復帰、バーレーン・プレミアリーグ制覇に貢献した。
代表としては2006年10月11日のAFCアジアカップ2007予選のオーストラリア代表戦で初出場、AFCアジアカップ2007本戦のメンバーにも選出された。代表初得点は2007年6月30日のベトナム代表戦であった。その後、2010 FIFAワールドカップ・アジア予選、AFCアジアカップ2011のメンバーになった。

## 個人成績
代表での得点一覧
| #   | 日附           | 場所                                                                   | 対戦相手       | 得点 | 結果                  | 大会                                   |
| --- | -------------- | ---------------------------------------------------------------------- | -------------- | ---- | --------------------- | -------------------------------------- |
| 1.  | 2007年6月30日  | ハノイ・ミーディン国立競技場                                           | ベトナム       | 1–0  | 3–5                   | 親善試合                               |
| 2.  | 2007年10月21日 | マナーマ・バーレーン・ナショナル・スタジアム                           | マレーシア     | 1–0  | 4–1                   | 2010 FIFAワールドカップ・アジア1次予選 |
| 3.  | 2008年8月20日  | マナーマ・バーレーン・ナショナル・スタジアム                           | ブルキナファソ | 3–1  | 3–1                   | 親善試合                               |
| 4.  | 2009年2月4日   | ドバイ・マクトゥーム・ビン・ラーシド・アール・マクトゥーム・スタジアム | 韓国           | 2-1  | 2-2                   | 親善試合                               |
| 5.  | 2009年2月11日  | タシュケント・パフタコール・マルカジイ・スタジアム                     | ウズベキスタン | 1–0  | 1–0                   | 2010 FIFAワールドカップ・アジア4次予選 |
| 6.  | 2009年6月17日  | マナーマ・バーレーン・ナショナル・スタジアム                           | ウズベキスタン | 1–0  | 1–0                   | 2010 FIFAワールドカップ・アジア4次予選 |
| 7.  | 2009年8月31日  | マナーマ・バーレーン・ナショナル・スタジアム                           | イラン         | 2–0  | 4–2                   | 親善試合                               |
| 8.  | 2010年2月25日  | アブダビ・タハヌーン・ビン・モハメド・スタジアム                       | クウェート     | 1–4  | 1–4                   | 親善試合                               |
| 9.  | 2011年8月10日  | ドバイ・アル・ラシード・スタジアム                                     | オマーン       | 1-0  | 1-1                   | 親善試合                               |
| 10. | 2011年11月4日  | クウェート市モハメド・アル・ハマド・スタジアム                         | クウェート     | 1-0  | 1-0                   | 親善試合                               |
| 11. | 2012年2月29日  | マナーマ・バーレーン・ナショナル・スタジアム                           | インドネシア   | 3–0  | align="center"\| 10–0 | 2014 FIFAワールドカップ・アジア3次予選 |
| 12. | 2012年2月29日  | マナーマ・バーレーン・ナショナル・スタジアム                           | インドネシア   | 4–0  | align="center"\| 10–0 | 2014 FIFAワールドカップ・アジア3次予選 |